# 剣之介さま
『剣之介さま』（けんのすけさま）は、鳥山明による日本の読み切り少年漫画および劇場アニメ作品。

## 概要
『週刊少年ジャンプ』（集英社）1987年38号に掲載された読み切り作品。『鳥山明○作劇場』VOL.2に収録されている。
江戸時代の日本に似た村を舞台とした作品だが、その中では自動車やテレビやコーヒーなどといった現代的なものが登場する。
鳥山は『ドラゴンボール』は中国風なので、次は日本と思い時代劇調にしたと語る。結構気に入っている作品と言っており、続編を依頼された際には断っている。

## ストーリー
幼稚園の同級生お臀からデートの約束をされた侍幼稚園児の剣之介は、母親や友達からデートについて色々と勉強をする。その苦労は想像以上であり、悪戦苦闘する。

## 登場人物
剣之介（）
本作品の主人公で幼稚園児。剣の修行をしているため暴走族を一人で倒すほど強いが、デートのことを全く知らない。裕福な家庭で育っており、両親以外からは「剣之介さま」と呼ばれている。
アニメではお臀が歌声を聴いて耳を塞いでおり、音痴である。

忍丸（）
剣之助の家にいる小ブタの忍者。臆病でドジな性格。アニメでは、暴走族に絡まれた時に剣之助をおいて逃げようとしており、臆病ぶりがさらに強調されている。剣之介の相談役としてデートのことを教えるが、雑誌から得た知識でしかない。

お臀（）
剣之介のガールフレンド。

剣之介の父
原作では一コマしか出番がなかったが、アニメでは冒頭でゴルフをしており、出番が増えている。

剣之介の母
剣之介にデートはつまらない男とだったら、最低と教えた。息子に対しては原作では「さん」付けだが、アニメでは呼び捨てである。

暴走族
剣之介たちが歩いていると恐喝してきたバイクに乗った柄の悪い連中。原作では2人組だが、アニメでは3人組であり、剣之介との対決シーンが増えている。

## 劇場アニメ
1990年7月7日に公開された夏休みの東映アニメフェア「鳥山明THE WORLD」として三本立てで上映されたうちの一本。同時上映作は『ドラゴンボールZ 地球まるごと超決戦』『Pink みずドロボウあめドロボウ』。上映時間は20分。

### 声の出演
- 剣之介 - 冬馬由美
- 忍丸 - 古谷徹
- お臀 - 渡辺菜生子
- 剣之介の父 - 橋本晃一
- 剣之介の母 - 増山江威子
- 暴走族A - 堀川亮
- 暴走族B - 堀秀行
- 暴走族C - 鈴置洋孝
- ウェイトレス - 萩森順子
- 子供達 - 瀬戸真由美、小倉美貴子

### スタッフ
- 製作総指揮 - 今田智憲、小島民雄（集英社）
- 原作 - 鳥山明
- 企画 - 森下孝三、清水賢治、週刊少年ジャンプ
- 製作担当 - 堀川和政
- 脚本 - 戸田博文
- 音楽 - 田中公平
- 撮影監督 - 佐野禎史
- 編集 - 西山茂
- 録音 - 二宮健司
- 美術監督 - 浦田又治
- 作画監督 - 中鶴勝祥
- 監督 - 岡崎稔
- 作画監督補佐 - 櫛渕敏
- 原画 - 上杉千佳子、岩上久仁子、市橋則子、他
- 美術 - 高田茂祝、長崎斉
- 宣伝協力 - フジテレビ

### 主題歌
- エンディングテーマ「古今東西皆の衆」（歌 - 冬馬由美、松尾銀三）
- イメージソング「剣之介、参上!!」（歌 - 冬馬由美）

共に作詞 - 岩室光子、作曲 - 田中公平、編曲 - 山本健司

### ソフト化
1991年3月8日に、東映ビデオよりビデオが発売されている。

## 関連書籍
- ジャンプ・アニメコミックス PINK-ピンク-/剣之介さま - 集英社、1994年5月24日、ISBN 4-8342-1193-2